# Der Taunuskrimi
Der Taunuskrimi ist eine deutsche Kriminalfilmreihe im ZDF. Die Filme basieren auf den Bestsellerromanen von Nele Neuhaus. Produziert wird die Reihe von Annette Reeker. Seit 2013 wurden bisher zehn Romane verfilmt.

## Handlung
Bei der Kripo Hofheim ermittelt das Duo Pia Sander, geschiedene Kirchhoff, und Oliver von Bodenstein. In der Taunusregion nähern sich die beiden den Verdächtigen und ihren Motiven und blicken nicht selten in seelische Abgründe. Sanders Ex-Mann, Dr. Henning Kirchhoff, arbeitet als Rechtsmediziner im selben Team.

## Besetzung
Folgende Schauspieler haben in mindestens zwei Filmen der Taunuskrimi-Reihe mitgespielt. Grau untermalte Felder bedeuten, dass die Figur nicht im Film auftrat. Für eine ausführliche Übersicht der Darsteller in den jeweiligen Filmen siehe den dazugehörigen Abschnitt.
| Rolle                        | Schneewittchen muss sterben | Eine unbeliebte Frau | Mordsfreunde   | Tiefe Wunden   | Wer Wind sät        | Böser Wolf     | Die Lebenden und die Toten | Im Wald             | Muttertag      |
| ---------------------------- | --------------------------- | -------------------- | -------------- | -------------- | ------------------- | -------------- | -------------------------- | ------------------- | -------------- |
| Oliver von Bodenstein        | Tim Bergmann                | Tim Bergmann         | Tim Bergmann   | Tim Bergmann   | Tim Bergmann        | Tim Bergmann   | Tim Bergmann               | Tim Bergmann        | Tim Bergmann   |
| Pia Sander, gesch. Kirchhoff | Felicitas Woll              | Felicitas Woll       | Felicitas Woll | Felicitas Woll | Felicitas Woll      | Felicitas Woll | Felicitas Woll             | Felicitas Woll      | Annika Kuhl    |
| Dr. Henning Kirchhoff        | Julian Weigend              | Julian Weigend       | Kai Scheve     | Kai Scheve     | Kai Scheve          | Kai Scheve     | Kai Scheve                 | Kai Scheve          | Thomas Unger   |
| Kai Ostermann                | Michael Schenk              | Michael Schenk       | Michael Schenk | Michael Schenk | Michael Schenk      | Michael Schenk | Michael Schenk             | Michael Schenk      | Michael Schenk |
| Cosima von Bodenstein        | Julika Jenkins              | Julika Jenkins       | Julika Jenkins | Julika Jenkins | Julika Jenkins      |                |                            |                     |                |
| Sven Seipelt                 |                             |                      |                |                | Sebastian Kroehnert |                |                            | Sebastian Kroehnert |                |
| Dr. Kim Freitag              |                             |                      |                |                |                     |                | Mira Bartuschek            | Mira Bartuschek     | Daniela Holtz  |

## Episodenliste
| Nr. | Originaltitel                       | Erstausstrahlung D | Regie                 | Drehbuch                               | Zuschauer |
| --- | ----------------------------------- | ------------------ | --------------------- | -------------------------------------- | --------- |
| 1   | Schneewittchen muss sterben         | 25. Feb. 2013      | Manfred Stelzer       | Henriette Piper                        | 6,76 Mio. |
| 2   | Eine unbeliebte Frau                | 13. Mai 2013       | Thomas Roth           | Anna Tebbe                             | 7,09 Mio. |
| 3   | Mordsfreunde                        | 20. Okt. 2014      | Marcus O. Rosenmüller | Julie Fellmann, Anna Tebbe             | 6,25 Mio. |
| 4   | Tiefe Wunden                        | 2. Feb. 2015       | Marcus O. Rosenmüller | Anna Tebbe                             | 6,66 Mio. |
| 5   | Wer Wind sät                        | 4. Mai 2015        | Marcus O. Rosenmüller | Anna Tebbe                             | 5,77 Mio. |
| 6   | Böser Wolf (Teil 1)                 | 11. Jan. 2016      | Marcus O. Rosenmüller | Anna Tebbe                             | 7,27 Mio. |
| 7   | Böser Wolf (Teil 2)                 | 12. Jan. 2016      | Marcus O. Rosenmüller | Anna Tebbe                             | 7,27 Mio. |
| 8   | Die Lebenden und die Toten (Teil 1) | 2. Jan. 2017       | Marcus O. Rosenmüller | Marcus O. Rosenmüller, Kris Karathomas | 6,06 Mio. |
| 9   | Die Lebenden und die Toten (Teil 2) | 4. Jan. 2017       | Marcus O. Rosenmüller | Marcus O. Rosenmüller, Kris Karathomas | 7,14 Mio. |
| 10  | Im Wald (Teil 1)                    | 2. Jan. 2018       | Marcus O. Rosenmüller | Anna Tebbe                             | 6,98 Mio. |
| 11  | Im Wald (Teil 2)                    | 3. Jan. 2018       | Marcus O. Rosenmüller | Anna Tebbe                             | 7,46 Mio. |
| 12  | Muttertag (Teil 1)                  | 14. Feb. 2022      | Felix Herzogenrath    | Annika Tepelmann                       | 7,05 Mio. |
| 13  | Muttertag (Teil 2)                  | 16. Feb. 2022      | Felix Herzogenrath    | Annika Tepelmann                       | 5,96 Mio. |
| 14  | In ewiger Freundschaft (Teil 1)     | –                  | Stefan Bühling        | Thorsten Näter                         | –         |
| 15  | In ewiger Freundschaft (Teil 2)     | –                  | Stefan Bühling        | Thorsten Näter                         | –         |

Hinweis: 
Der zweiteilige Fernsehfilm In ewiger Freundschaft wurde 2023 abgedreht, bisher aber noch nicht ausgestrahlt. Das ZDF hat die Ausstrahlung für 2025 vorgesehen. Bislang gibt es keine offiziellen Informationen über eine mögliche Verfilmung des Romans Monster.